# タミル・ナードゥ州の政治
タミル・ナードゥ州の政治（タミル・ナードゥしゅうのせいじ）では、インドのタミル・ナードゥ州における政治制度について解説する。

## 立法
インド憲法では、中央と州の立法権限の分割が規定されており、州政府の専管権限は、治安、警察、刑務所、地方自治体、公衆衛生、上水供給、灌漑、農業、教育、病院、失業対策などとされている。また、中央と州の共管権限として、経済・社会計画、社会保障、労働、刑事訴訟、民事訴訟、電力などがあり、中央政府と州政府のいずれでも立法が可能だが、対立した場合には中央政府が優越される。
タミル・ナードゥ州の立法機関であるタミル・ナードゥ州議会は、1986年まで二院制であったが、それ以降は他の多くの州と同じく一院制に移行した。定数は234議席で、小選挙区制により選出されている。
1967年に地域政党のドラーヴィダ進歩党（DMK）が州議会第1党となり、さらに1977年には、DMKから分離独立した全インド・アンナー・ドラーヴィダ進歩党（AIADMK）が第1党の座を獲得しており、その後はこの二大政党による対立構図が続いている。
2006年に行なわれた州議会選挙では、前回の選挙で野党であったDMKを中心とした諸党と、州首相であるJ・ジャヤラリター率いるAIADMKを中心とした諸党との対決の構図となった。選挙の結果、DMKを中心とした選挙連合が163議席（DMK単独では96議席）を獲得して州政府与党となり、M・カルナーニディが州首相に就任した。しかし、2011年の州議会選挙では、AIADMKが第1党の座を奪回して、J・ジャヤラリターが再び州首相となった。
2021年の州議会選挙では、DMKが州議会過半数を上回る133議席を獲得して10年ぶりに政権を奪回。DMK党首のM・K・スターリンが州首相に就任した。
2021年8月時点の党派別議席数は以下のとおり。
| 政党 | 政党              | 政党                                   | 議席数 | 党首                          |
| ---- | ----------------- | -------------------------------------- | ------ | ----------------------------- |
| 与党 |                   | ドラーヴィダ進歩党                     | 132    | M・K・スターリン              |
| 与党 |                   | インド国民会議                         | 18     | K. Selvaperunthagai           |
| 与党 |                   | 解放パンサー党                         | 4      |                               |
| 与党 |                   | インド共産党                           | 2      | T. Ramachandran               |
| 与党 |                   | インド共産党マルクス主義派             | 2      | P. Mahalingam                 |
| 野党 |                   | 全インド・アンナー・ドラーヴィダ進歩党 | 66     | エダッパディ・K・ポラニスワミ |
| 野党 |                   | 人民労働党                             | 5      | G. K. Mani                    |
| 野党 |                   | インド人民党                           | 4      | Nainar Nagendran              |
| 議長 | Hon'ble M. Appavu | Hon'ble M. Appavu                      | 1      |                               |
| 合計 | 合計              | 合計                                   | 234    |                               |

## 政党
タミル・ナードゥ州においては、主に以下のような政党が活動している。
- ドラーヴィダ進歩党（Dravida Munnetra Kazhagam ; DMK）党首：M・カルナーニディ
- インド国民会議（Indian National Congress ; INC）：下部組織として、G・K・ヴァーサンを代表としたタミル・ナードゥ国民会議（Tamil Nadu Congress Committee ; TNCC）が置かれている。
- ドラーヴィダ復興進歩党（Marumalarchi Dravida Munnetra Kazhagam ; MDMK）党首：V・ゴーパーラスヴァーミ
- 全インド・アンナー・ドラーヴィダ進歩党（All India Anna Dravida Munnetra Kazhagam ; AIADMK）党首：J・ジャヤラリター
- タミル・ナードゥ・インド人民党 (Tamil Nadu Bhartiya Janta Party ; TNBJP) 代表：C・P・ラーダークリシュナン
- 労働者党（Pattali Makkal Katchi ; PMK）党首：G・K・マニ
- インド・連合ムスリム同盟（India's Union Muslim League ; IUML）
- インド共産党（Communist Party of India ; CPI）党首：G・パラニサーミ
- インド共産党マルクス主義派（Communist Party of India Marxist ; CPIM）党首：N・ヴァダダラージャン

タミル・ナードゥ州の地域政党で最も古い政治団体は、1916年に結成された「南印度福祉協会」であり、日刊の機関紙「正義 (Justice)」の名から、「正義党」としても知られた。この団体は、同様にドラヴィダ人の地位向上を目指していた自尊協会を創立していた、「タンダイ・ペリヤール (父である偉大な者)」という呼び名で知られるE・V・ラーマサーミの主導で、1938年に自尊協会に吸収される形で合併した。その後自尊協会は、1944年にドラヴィダ人協会（Dravidar Kazhagam ; DK）と改称し、ドラーヴィダ・ナードゥという州の設置を要求する運動を展開したが、政党として政治に関わることはしなかった。
その後、指導的な地位にあったペリヤールとC・N・アンナードゥライとの対立により分裂し、アンナードゥライはドラーヴィダ進歩党を結成して、特に1956年以降、政党として政治に本格的に関わるようになる。そして1967年に州議会選挙でインド国民会議に勝利し、タミル・ナードゥ州における実権を掌握して州政治を指導した。1969年にアンナードゥライが死去、M・カルナーニディが党首となった。
「MGR」という愛称で知られるM・G・ラーマチャンディランが、アンナードゥライの死後、ドラーヴィダ進歩党内で次第に勢力を増し、1972年にMGRはドラーヴィダ進歩党を去って全インド・アンナー・ドラーヴィダ進歩党を結成した。1977年にはMGRは州首相となり、1987年に歿するまで州首相職を務め続けた。MGRの死後、AIADMK党内ではMGRの妻であるR・ジャーナキとJ・ジャヤラリターとの対立が激化し、両陣営の派閥に分裂した状態であったが、1989年に州議会選挙で党が敗北を喫したことを機に両派は歩み寄り、ジャヤラリターが代表として党を束ねることとなった。
インド国民会議は、全インド・アンナー・ドラーヴィダ進歩党との連携をめぐって内部対立が起き、G・K・ムーバナルを首班とする連携反対派はインド国民会議を離党し、タミル州国民会議を結党した。ムーバナルの死後、息子のG・K・ヴァーサンが党首となったが、インド国民会議がドラーヴィダ進歩党との協力体制を築いたため、タミル州国民会議はインド国民会議に合流した。

## 行政
州の行政は、州知事（the governor）と州首相（Chief Minister）、州閣僚会議（the Council of Ministries）によって構成される行政府が担う。ただし実質的には、州首相と州閣僚大臣が行政権限を有している。

### 州閣僚会議
2005年時点の州政府の閣僚は以下のとおり。
|     | 氏名                                     | 職名                             | 職務 |
| --- | ---------------------------------------- | -------------------------------- | --- |
| 1.  | J･ジャヤラリター                         | 首相                             | 行政一般、インド政府業務、インド警察業務、その他全インドに関する業務、地方歳入官業務、州内務、州警察、および少数派福祉。                                                         |
| 2.  | O・パンニール・セルヴァム                | 公共施設建設・税務・歳入相       | 公共施設、高速道路、灌漑施設、税務、製糖業、贈収賄撲滅、および刑務。 歳入、地方歳入行政、副歳入官業務、記録、収入印紙、刊行物、政府印刷局、旅券、Puutaan および Kiraamataan(?)。 |
| 3.  | C・ポンナイヤン                          | 財務相                           | 財務、財政計画、選挙、および州議会。 |
| 4.  | T・ジェヤックマール                      | 法務・情報産業・電気相           | 法務、および裁判所、情報技術。 |
| 5.  | V・ジェヤラーマン                        | 食糧配給・消費者保護・共同事業相 | 度量衡および単位、負債救済、シーットゥ制度、会社登録、食糧、一般配給、物価統制、統計、および共同参画。                                                                           |
| 6.  | P・C・ラーマサーミ                       | ヒンドゥー教務・慈善事業相       | ヒンドゥー教、および慈善事業。 |
| 7.  | パ・ヴィジャヤラクシュミ・パリャニサーミ | 社会福祉相                       | 社会福祉、女性および子供の福祉、栄養食、孤児出現防止、障害者福祉。 |
| 8.  | N・タラヴァーイ・スンダラム              | 衛生相                           | 衛生、薬学教育、および家族福祉。 |
| 9.  | パー・ヴァラルマティ                     | 地方産業相                       | 家内手工業を含む地方産業、手織物、およびその他の村落諸産業の委員会。 |
| 10. | C・カルッパサーミ                        | アーディディラーヴィダ民福祉相   | アーディディラーヴィダ民福祉、山中居住民、劣悪職労働者福祉、退役軍人福祉。 |
| 11. | ナッタム・R・ヴィスヴァナーダン          | 交通・電気相                     | 交通、国全体の利益になる交通、自動車法規、および港湾。 電気および新しい火力発電の資源開発。                                                                                      |
| 12. | ナイナール・ナーゲーンディラン           | 労働職相                         | 労働職、鉄鋼統制、鉱山および鉱物、電子。 |
| 13. | K・パーンドゥランガン                    | 農業相                           | 農業、農業技術、農業共同参画、耕地計画、砂糖黍農業および砂糖黍農業開発。 |
| 14. | セ・マ・ヴェールッチャーミ               | 後進階級民福祉相                 | 後進階級民、特に遅れた特記後進階級民福祉。 |
| 15. | P・V・ダーモーディラン                   | 畜産業保護相                     | 畜産業保護。 |
| 16. | R・ヴァイッティリンガム                  | 森林・環境相                     | 森林、環境および汚染林対策。 |
| 17. | アニダー・R・ラーダークリシュナン        | 住宅施設・都市郊外開発相         | 住宅施設、住宅施設開発、都市計画問題、劣悪住宅撤去、都市郊外開発および大都市チェンナイ発展会議。                                                                                 |
| 18. | C・V・シャンムハム                       | 教育・商業税相                   | 職業技術教育、科学および職業技術、伝統工芸研究、タミル発展およびタミル文化、難民福祉。 商業税。                                                                                  |
| 19. | S・ラーマッチャンディラン                | 酪農開発相                       | 酪農および酪農場開発。 |
| 20. | V・ソーマスンダラン                      | 手織物業・繊維工業相             | 手織物業および繊維工業。 |
| 21. | M・ラーダークリシュナン                  | 漁業資源相                       | 漁業資源。 |
| 22. | A・ミッラル                              | 観光相                           | 観光および観光開発局。 |
| 23. | P・アンナーヴィ                          | 労働者相                         | 労働者、職業訓練、都市郊外および村落郊外の職業機会、会社登録およびWAKF。 |
| 24. | K・P・アンバリャハン                     | 報道・広報・地方自治相           | 報道、広報、映画技術、映画法規、新聞統制、都市行政、地方発展、村落自治および村落自治統合、貧困撲滅計画、および都市郊外飲料水供給。                                               |
| 25. | インバッタミリャン                       | 運動競技および若年者福祉相       | 運動競技および若年者福祉。 |

## インド連邦の政治とタミル・ナードゥ
タミル・ナードゥ州には、インド連邦議会下院に39議席が充てられており、タミル・ナードゥ州内の39の選挙区から小選挙区制で議員が選出される。2004年の選挙では、DMKが16議席、TNCCが10議席、PMKが5議席、MDMKが4議席、CPIMが2議席、CPIが2議席、IUMLが1議席を獲得し、AIADMKは議席を一つも得られなかった。ドラーヴィダ進歩党とタミル・ナードゥ国民会議は「民主進歩同盟 (Democratic Progressive Alliance ; DPA)」という名の下に協力関係にあり、一方AIADMKとインド人民党は、「国民民主同盟 (National Democratic Alliance ; NDA)」として協力関係にあったが、のちに協力を解消した。
現在のインド内務大臣である P・チダンバラムは、タミル・ナードゥ国民会議に所属している。

## 政治思想
ドラヴィダ語話者がインド・アーリア語話者よりも早くから、北インドにおいて居住していたという学説が、19世紀から欧米の学者を中心に唱えられていた。よって、一般的に黒い肌をもつドラヴィダ人は別個の人種であると考えられた。この考え方は、黒い肌の人々は肌の色の白い人々よりも原始的であるという当時の人種階級論と相俟って、ドラヴィダ人はより進化したアーリア人によって排除され従属させられた、原始的なインド原住民である、と見る風潮を呼び起こしていた。また逆に、ドラヴィダ人はインドに最も古くから居住していたので、攻撃的な侵入者であるアーリア人などの他民族からドラヴィダ人を解放しなければならないとする対立的な構図、いわゆる「タミル民族解放運動 (Tamil Liberation Movement)」の隆盛をもたらした。
1920年代に発見されたインダス文明が、今では滅んでしまった北方のドラヴィダ人のものであるという学説により、一部の急進的なタミル人過激派は、ドラヴィダ人こそが進んだ文明を担っていた民族であって、アーリア人はそれを破壊した非文明的な蛮族である、とまで主張するようになった。この流れで1960年代には「反ヒンディー語運動 (Anti-Hindi Agitation)」が展開され、これによりドラーヴィダ進歩党は躍進した。
現在では、P・ネドゥマーラン率いる「タミル民族主義者運動 (Tamil Nationalist Movement ; TNM)」のような団体が活動しているが、急進的なタミル人過激派は力を失っている。しかし近年でも、タミル語がインドの古典語であることを中央政府に認定させる等、インドの古くからの住人としてのタミル人という自覚は、タミル・ナードゥの政治の底流に絶えることなく流れ続けており、北部西部に多い右翼的なマラタ人やアーリア人の優越感が背景にあるヒンドゥー・ナショナリズムなるものは全く影響力を持つに至っていない。

## 映画界との関連
タミル・ナードゥ州ではインド独立以来、民族主義政党が主な支持基盤となる非識字層の中・下層階級に対し、読み書きを必要としないメディアである映画を利用した政治宣伝を行ってきた。そのため、映画界から政界入りすることが広く行われ、州首相を務めたM・G・ラーマチャンディランやジャヤラリターも元々は映画スターである。日本でも1998年に上映された「ムトゥ　踊るマハラジャ」の主人公役を演じるラジニカーントも、かつては本人は政界入りを望んでいないようではあったが、タミル・ナードゥでは政治的な影響力を持っており、2004年のインド連邦議会下院選挙の際も労働者党を批判したと報道されて騒動となった。2017年には政界入りを表明している。

## 著名な政治家
- E・V・ラーマサーミ (タンダイ・ペリヤール)：「自尊協会」の創立者、同代表 (1925-1938)。DKの創立者、同代表 (1944-1973)。
- カーマラージャ：元タミル・ナードゥ州首相 (1954-1963)。元インド国民会議党首。
- C・N・アンナードゥライ：DMKの創立者。同党首 (1949-1969)。元タミル・ナードゥ州首相 (1967-1969)。
- C・スブラマニアム博士：インドにおける緑の革命を政治的に展開した人物。
- C・ラージャゴーパーラチャーリ：独立後のインド連邦の第二代総督、後に首相。
- M・G・ラーマチャンディラン：映画俳優から政界に入り、ADMKを創立、党首。AIADMKに改称させ、党首。元州首相 (1977-1987)。
- M・カルナーニディ：元DMK党首 (1969-2018)。州首相 (1969-1976, 1988-1989, 1996-2001, 2006-2011)。
- P・チダンバラム：現インド連邦内務相。

インド国外のタミル人政治家に、以下のような人物がいる。
- セッラッパン・ラーマナータン (Sellapan Ramanathan)：第6代シンガポール大統領。
- ヴェールッピッライ・プラバーカラン：スリランカの武装組織タミル・イーラム解放のトラ (LTTE) の指導者。